# Plagodis iris
Plagodis iris là một loài bướm đêm trong họ Geometridae.